# Iranada ornata
Iranada ornata är en fjärilsart som beskrevs av Brandt 1938. Iranada ornata ingår i släktet Iranada och familjen nattflyn. Inga underarter finns listade i Catalogue of Life.